# Халюцинация
Халюцинацията е най-общо казано, недействително възприятие, т.е. възприемане на неща, при отсъствието на външен стимул.
Халюцинациите се делят на няколко вида според начина им на усещане. Най-често срещаните са визуални, звукови, тактилни, обонятелни, вкусови, двигателни.
Интензивността им варира от леки до обилни, при последните може да се изгуби всякакво чувство за реалност.
За разлика от съня, халюцинацията е характерна за будното състояние, като тя може да бъде разпозната като нереална (халюциниращият знае, че това е илюзия) или да бъде възприета за напълно действителна.
Халюцинации се срещат при някои психически заболявания.
При параноидната шизофрения напр. се наблюдават звукови халюцинации, в които болният чува гласове, които го обсъждат и са критично настроени към него. При визуалните, болният бива наблюдаван, сочен с пръст, осмиван.
Халюцинации се наблюдават и при употреба на психоактивни вещества, това са най-вече халюциногените и делириантите, но и като страничен ефект от употребата на други видове вещества, също така при продължително безсъние, при делириум тременс и др.
За успешно лечение трябва да бъде поставена точна диагноза от медицинско лице. В такъв случай се използват най-често антипсихотици (халоперидол, дроперидол и др.), които потискат халюцинациите. Същите могат да се приложат и при злоупотреба с психоактивни вещества.